# NGC 5690
NGC 5690 (również PGC 52273 lub UGC 9416) – galaktyka spiralna (Sc), znajdująca się w gwiazdozbiorze Panny. Odkrył ją William Herschel 30 kwietnia 1786 roku.